# Albo Engineering
Albo Engineering war ein britischer Hersteller von Automobilen.

## Unternehmensgeschichte
Alan Beaumont gründete 1993 oder 1998 das Unternehmen in Batley in der Grafschaft West Yorkshire. Er begann mit der Produktion von Automobilen und Kits. Der Markenname lautete Albo. 1999 endete die Produktion. Insgesamt entstanden etwa acht Exemplare.

## Fahrzeuge
Das einzige Modell war der 7. Er ähnelte dem Lotus Seven. Die offene Karosserie bot Platz für zwei Personen. Als Besonderheit bestand die Karosserie aus Aluminium. Viele Teile, so auch die Einbaumotoren und die hintere Starrachse, kamen von Ford.